# Langues yukianes
Les langues yukianes sont une petite famille de langues amérindiennes parlées en Californie.

## Pertinence de la famille yukiane
L'inclusion du wappo dans la famille yukiane a été contestée par Jesse O. Sawyer, le meilleur spécialiste de cette langue, qui considérait que les ressemblances avec le yukian étaient dues à des emprunts lexicaux. Une opinion rejetée par 
William W. Elmendorf et Alice Shepherd qui proposent une étude des correspondances phonétiques entre le wappo et le yukian.

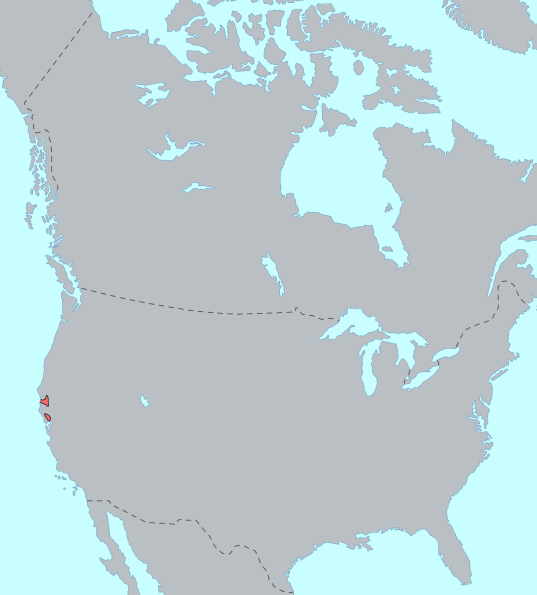
Localisation des langues yukianes

## Classification des langues yukianes
- Groupe du yukian du Nord
  - Yuki
  - Coast yuki
  - Huchnom
- Wappo